# Leica
Leica Camera AG est un fabricant allemand d'appareils photographiques et d'optiques. Son siège social se trouve à Wetzlar, en Allemagne, là où l'entreprise a été fondée.
La marque Leica (contraction de « Leitz camera ») est partagée par trois sociétés aujourd'hui indépendantes :
- Leica Camera AG, qui fait l'objet de cet article et à qui on fait le plus souvent référence en utilisant le terme seul de « Leica » ;
- Leica Geosystems AG, anciennement Wild, basée à Heerbrugg en Suisse et spécialisée dans le matériel de topographie et de métrologie ;
- Leica Microsystems (en) GmbH, basée à Wetzlar en Allemagne, issue de la fusion dans les années 1980 des sociétés Leitz (Allemagne), Bausch & Lomb (États-Unis), Cambridge Instruments (Royaume-Uni), Reichert (Autriche) et Wild (Suisse), spécialisée dans les microscopes.

## Histoire

### Origines: innovations et qualité
Les origines de la marque remontent à 1849 quand un jeune technicien autodidacte, Carl Kellner, fonde un institut d'optique pour développer et commercialiser des lentilles et des microscopes. En 1865, un autre technicien originaire de Bade, Ernst Leitz (1843–1920), est recruté par l'atelier de l'Institut d'optique de Wetzlar. Il a été formé dans un atelier de fabrication de télégraphes électriques, et a travaillé dans l'industrie horlogère à Neuchâtel. Il devient l'un des associés de l'entreprise qu'il rachètera par la suite (en 1869) et à laquelle il donnera son nom. Leitz organise la production en série dans les ateliers de Wetzlar et à partir de 1871, les cadences de production s'élèvent sensiblement, jusqu'à atteindre 500 unités annuelles dès 1880, et le 10 000e microscope sort des ateliers en 1887 (le 20 000e sera produit quatre ans plus tard seulement, et le 50 000e en 1899). Simultanément, il prospecte les clients potentiels dans l'industrie et adapte ses microscopes aux exigences qu'il rencontre : ainsi il met au point des microscopes à usage biomédical, métrologique, minéralogique. Ces adaptations suggèrent à leur tour des améliorations aux autres instruments de la marque (sur la monture, l'éclairement du subjectile, la qualité des lentilles, l’emploi d’oculaires orthoscopiques). Le bactériologiste Robert Koch reçoit en 1907 le 100 000e microscope de la marque, qui poursuivra cette tradition en récompensant d'autres chercheurs : Paul Ehrlich, le pionnier de la chimiothérapie, se voit offrir le 150 000e microscope, le prix Nobel de chimie Gerhard Domagk, le 400 000e Leica.
À la fin du XIXe siècle, Leitz a déjà une réputation mondiale, et sa palette de produits couvre la plupart des instruments d'optique. Leitz aménage la journée de travail de huit heures et fonde une Caisse de prévoyance pour ses ouvriers. En 1913, Leica produit sa première lunette binoculaire polyvalente. La Première Guerre mondiale laisse l'entreprise en difficulté, le chiffre des commandes s'effondrant avec la crise. Ernst Leitz meurt au mois de juillet 1920, laissant la direction de l'usine à son fils, Ernst Leitz junior.

### Les premiers appareils photo
Les appareils photo de l'époque sont encombrants et difficilement transportables. En 1905, l'ingénieur en chef Oskar Barnack a l'idée de réduire la taille du négatif et d'obtenir des tirages par agrandissement,. À partir de 1913, il met au point l'un des premiers appareils utilisant le film 35 mm, format jusqu'alors utilisé uniquement par le cinéma, en le faisant défiler horizontalement pour obtenir ainsi un négatif de taille 24 × 36 mm. C'est ainsi qu'apparaissent les « Ur-Leica », premiers prototypes dont deux exemplaires sont fabriqués l'un en 1913 et l'autre en 1914. L’un de ces appareils est toujours détenu par la marque, qui l’expose lors de présentations, ou dans son musée ; le sort de l'autre est inconnu. Ses formes sont déjà très proches de ce que seront les modèles suivants : un petit boîtier oblong, doté d'un obturateur à rideau, d'un objectif de 50 mm et d'un viseur de Galilée. L'obturateur a la particularité de n'être doté que d'un seul rideau, avec une fente de largeur réglable au milieu ; cela explique la présence d'un bouchon solidaire à l'objectif : il fallait le remettre devant l'objectif chaque fois que l'on réarmait l'obturateur sinon la pellicule aurait été exposée une seconde fois. Cet obturateur permet une vitesse allant du 1⁄500e au 1⁄30e de seconde environ.
L'appareil de Barnack reste longtemps à l'état de prototype (31 Leica 0 seront fabriqués en 1923 et début 1924) avant d'être commercialisé en 1925 : c'est le Leica I, à objectif fixe. Par la suite, la marque lance plusieurs modèles ; le Leica I modèle C (1930), premier 24×36 à trois objectifs interchangeables (monture à vis de 39 mm), le Leica II (1932), version télémétrique, et surtout son successeur, le Leica III (1933-1960), dont l’immense succès inspira de nombreux imitateurs de par le monde. Grâce à leurs qualités, ces appareils peu encombrants, robustes, simples et permettant d'excellentes prises de vues avec une grande spontanéité, sont bientôt utilisés par des artistes comme Henri Cartier-Bresson qui fait du Leica son outil privilégié dès 1935, ou des photojournalistes comme Paul Wolff, Robert Capa, Gerda Taro, Elliott Erwitt, David Douglas Duncan, Marc Riboud, René Burri et de nombreux autres.
Beaucoup de photographies célèbres ont ainsi été prises avec des Leica, depuis la Seconde Guerre mondiale : le drapeau soviétique planté sur le Reichstag à Berlin en 1945, le portrait de Che Guevara (qui fut recadré), La Fille à la fleur de Marc Riboud…
Très proches du modèle M3 de 1954, les modèles encore fabriqués aujourd'hui sont les M6, M-A et MP en argentique, et les M11, M-11P et M11 Monochrom en numérique. La série « M », à télémètre intégré au viseur et monture à baïonnette, est toujours produite.
Depuis 1964, Leica produit aussi une gamme reflex avec, jusqu'en 1976, les Leicaflex (en), puis, en collaboration avec Minolta, les Leica R (modèles R3 et suivants). Le dernier boîtier sorti est le R9, qui peut être équipé d'un dos numérique (DMR). Cette gamme a été abandonnée en 2009.
En 2008, Leica a annoncé une nouvelle gamme d'appareils reflex moyen format numériques avec le Leica S2, doté d'un capteur 30 × 45 mm, que l'on pourrait voir comme un successeur des Leica R (dont la production a été stoppée) et dont il reprend les bases et l'esthétique.
Depuis 2015, Leica produit également la série "Q". Il s'agit d'appareils photo numériques à visée numérique à objectif fixe d'une focale de 28mm.
Le succès de Leica est entre autres dû à l'adaptation du film petit format à la photographie, à la grande précision de ses fabrications liée à une très grande robustesse, mais aussi à la qualité exceptionnelle de ses optiques (Leitz Elmar) concurrençant avantageusement d'autres fabricants d'optiques de qualité comme Pentax, Olympus ou Nikon.
L'appareil photo le plus cher au monde à ce jour est un Leica 0 de 1923 vendu 14,4 millions d'euros le 11 juin 2022.

### Train de la Liberté

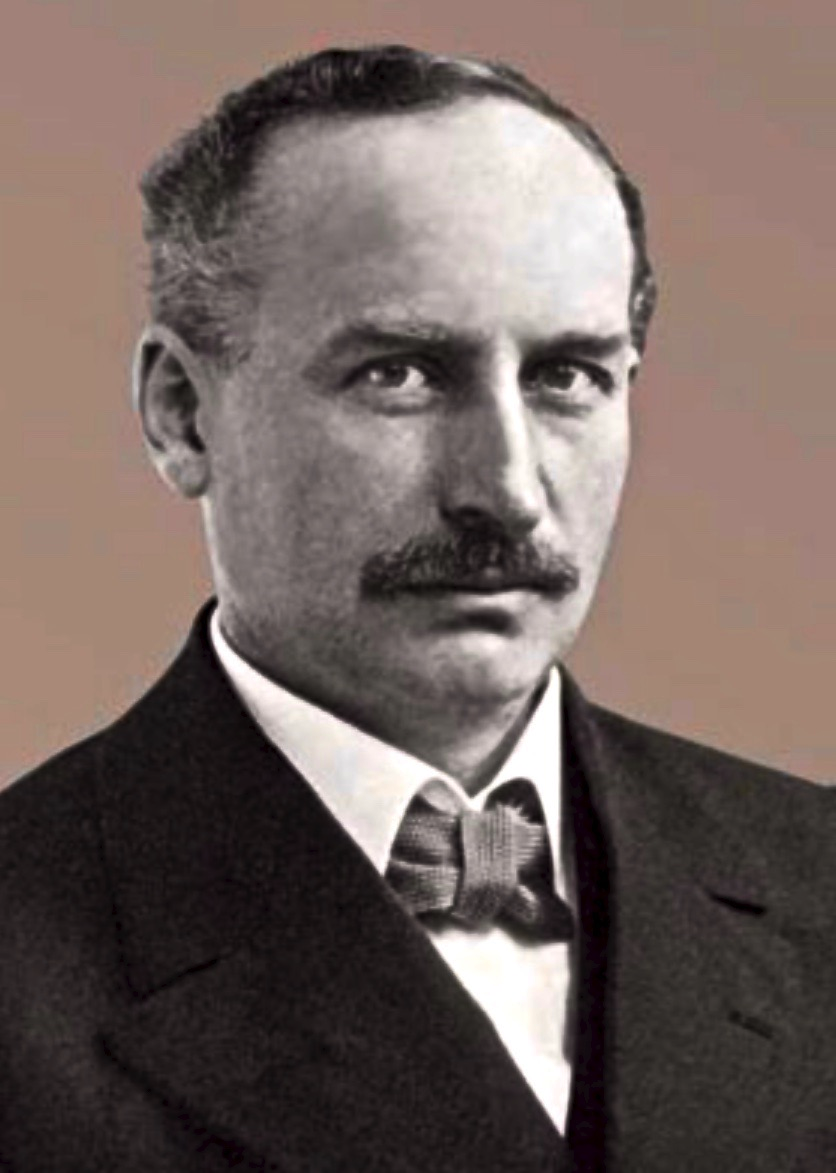
Ernst Leitz II.

Dès 1933, Ernst Leitz II (1871-1956) aide des familles juives à quitter l’Allemagne. Il crée un dispositif baptisé Train Leica de la liberté par les Anglo-saxons, qui utilise les chemins de fer pour évacuer les ouvriers juifs de la firme sous couvert de les affecter à l’étranger dans ses bureaux en France, Grande-Bretagne, Hong Kong ou les États-Unis. Les membres de la famille ou même les amis des ouvriers peuvent bénéficier de ce dispositif. 
Ce système fonctionne surtout à plein en 1938 et au début de 1939, jusqu'à ce que l'Allemagne ferme ses frontières. Des centaines de Juifs ont pu profiter des trains de Leica. Un cadre dirigeant de l'époque emprisonné pour avoir aidé des Juifs, Alfred Turk, fut libéré après le paiement d'une somme d'argent. Ernst Leitz II sauve plus de 70 employés juifs de sa firme pendant la Seconde Guerre mondiale. Sa fille Elsie Kuhn-Leitz a été arrêtée par la Gestapo et emprisonnée de septembre à novembre 1943 pour avoir aidé des femmes juives à passer la frontière suisse.

### Mutation délicate mais réussie
Leica est aussi victime de son propre succès, puisqu'un nombre considérable d'appareils « argentiques » anciens, mais en parfait état de marche, subsiste toujours. De même, de nombreux photographes achètent leurs « nouveaux » Leica en occasion, étant donné la résistance et la fiabilité légendaires de ces appareils. Le taux de renouvellement est donc faible. La galerie viennoise Westlicht a ainsi vendu aux enchères, le 28 mai 2011, un des 25 appareils de présérie datant de 1923 (le Leica 0-Série no 117), pour 1 320 000 euros, ce qui constituait un record mondial de prix pour un appareil photographique. Ce record a été battu, le 12 mai 2012, par la vente du no 116 du même modèle de Leica, par la même galerie, pour un montant de 2 160 000 euros,.
Le passage à la photographie numérique a été difficile : Leica avait en effet pris beaucoup de retard, ce marché nécessitant des investissements massifs réservés à des géants comme Canon, Nikon ou Sony. En 2004, l'entreprise est rachetée à Hermès par la famille Kaufmann, qui réussit à passer de nombreux contrats avec des constructeurs japonais (Panasonic notamment), pour concevoir des compacts numériques et des objectifs pour reflex numériques. Depuis la mi-juin 2005, Leica propose enfin un dos numérique professionnel pour ses boîtiers reflex Leica R8 (en) et R9. Un boîtier télémétrique numérique très attendu par les professionnels (qui ont besoin d'un boîtier discret comme les anciens M, à l'opposé des « gros » reflex comme les Canon EOS 1D ou Nikon D2X), est sorti en octobre 2006, sous le nom de M8, Leica l'a fait suivre d'un télémétrique, mais un « plein format » (Full Frame) cette fois, le M9. En parallèle au M8, une série de nouveaux appareils numériques moins élitistes sont sortis, réalisés en coopération avec Panasonic, comme le Digilux 3, un reflex format 4/3, le D-Lux 4, un compact expert, ainsi qu'un compact « grand public », le C-Lux 3. De plus, lors de la photokina de 2008, Leica a présenté le S2, un boîtier reflex moyen-format pourvu d'un capteur de 30 × 45 mm donnant une image de 37,5 millions de pixels, ainsi qu'une nouvelle gamme optique associée au boîtier. La firme a aussi dévoilé une maquette de la nouvelle usine qui sera implantée à Wetzlar, comme aux débuts de la marque.
Grâce à ces partenariats et à son entrée définitive dans le monde numérique, la marque allemande réalise un bénéfice de 37,9 millions d'euros en 2012.
En novembre 2013, Leica rachète Sinar. En avril 2014, Leica inaugure sa gamme T, avec le type 701, premier hybride de la marque. L'introduction de ce nouveau système montre la volonté de Leica de se rapprocher du grand public, d'adopter une image plus moderne et de rendre plus accessibles ses optiques M,,.

### Collaboration avec Panasonic

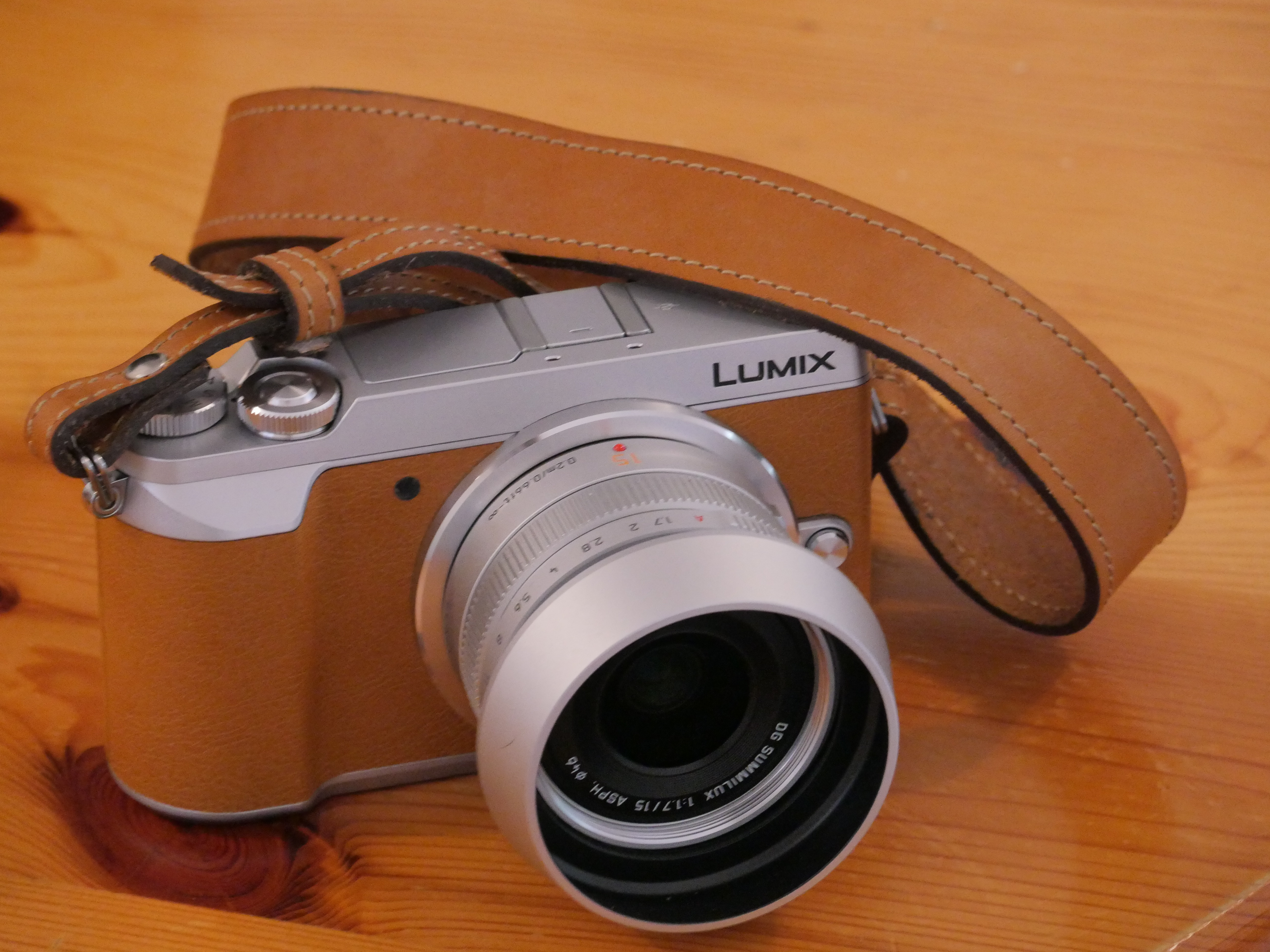
Appareil Micro 4/3 LUMIX DMC-GX80 finition argent et aspect cuir clair, équipé d'un objectif Summilux de 15 mm ouvert à 1,7. La collaboration entre les deux marques permet ainsi de mettre sur le marché du matériel performant et d'aspect rétro, auréolé de la réputation Leica.

Leica conçoit pour Panasonic des objectifs de la gamme Lumix, qui arborent cependant la marque Leica (sans le logo) et sont dénommés conformément à la tradition de la marque allemande : Summilux, Elmar, Nocticron… Les mentions portées sur ces objectifs respectent le graphisme Leica (notamment la police de caractères).
Ces objectifs sont conçus notamment pour la gamme Micro quatre-tiers de Panasonic.

## Galerie

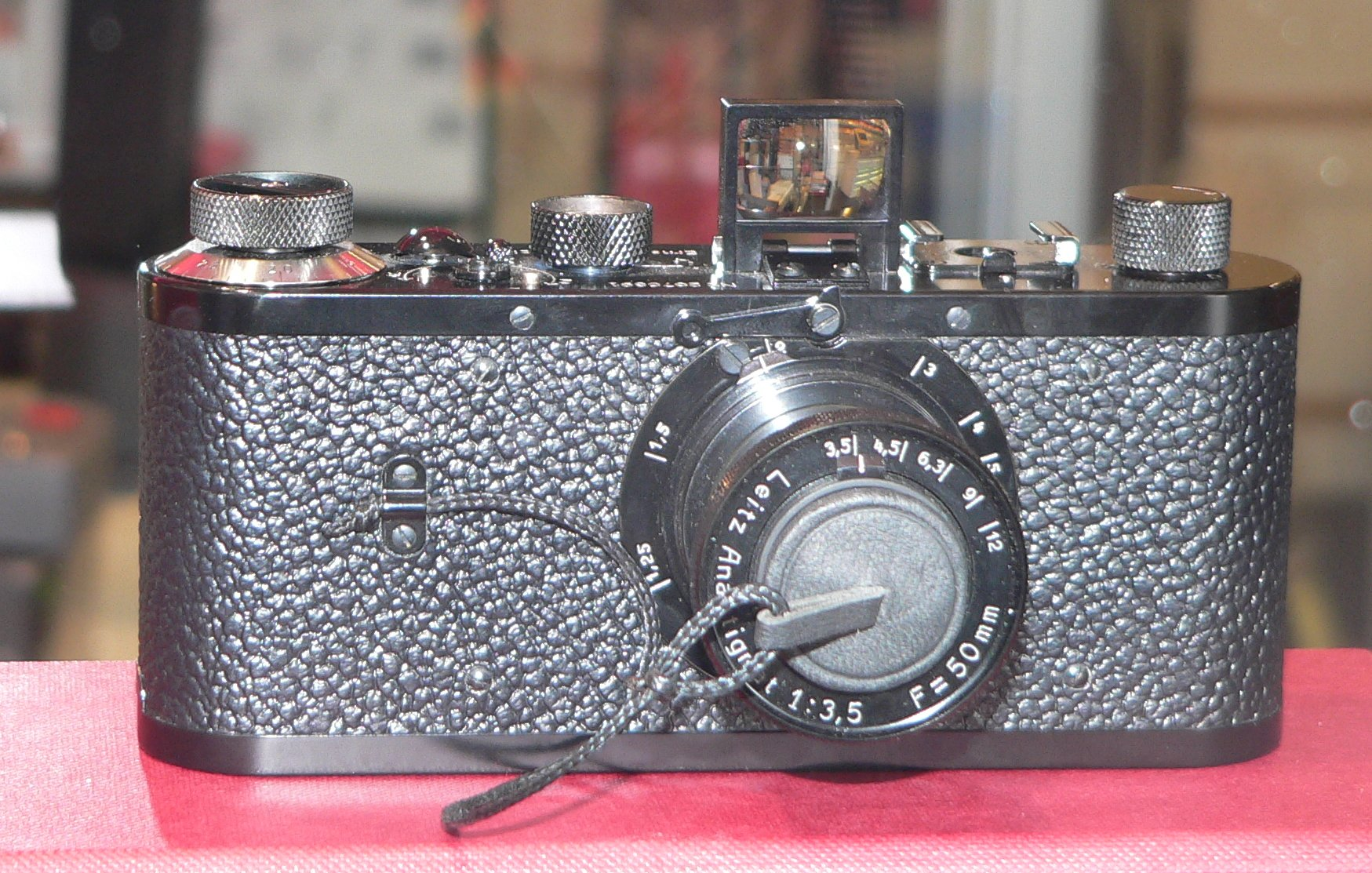
Réplique du Leica 0 (1923).
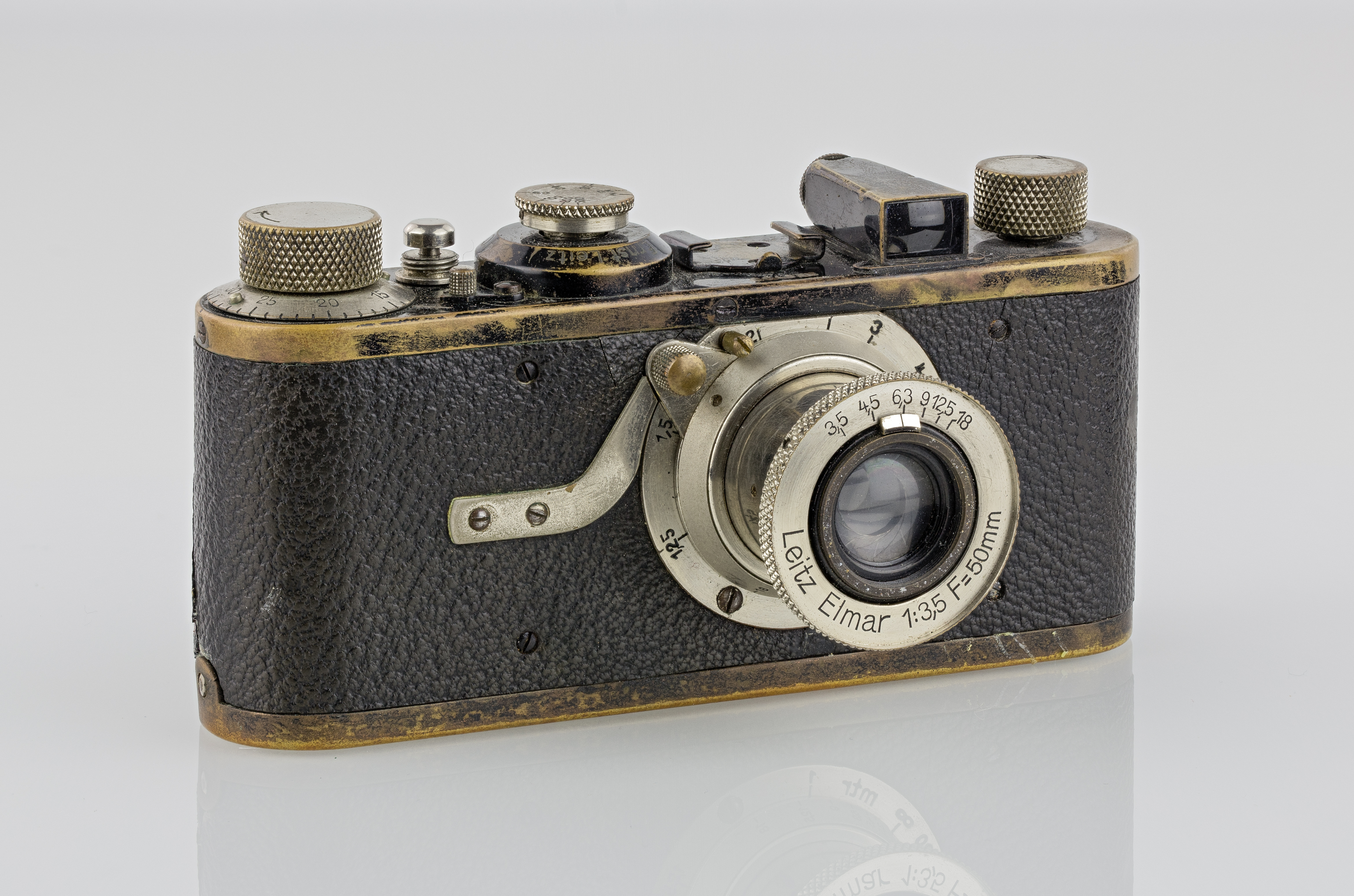
Leica I 1:3,5 (1927).
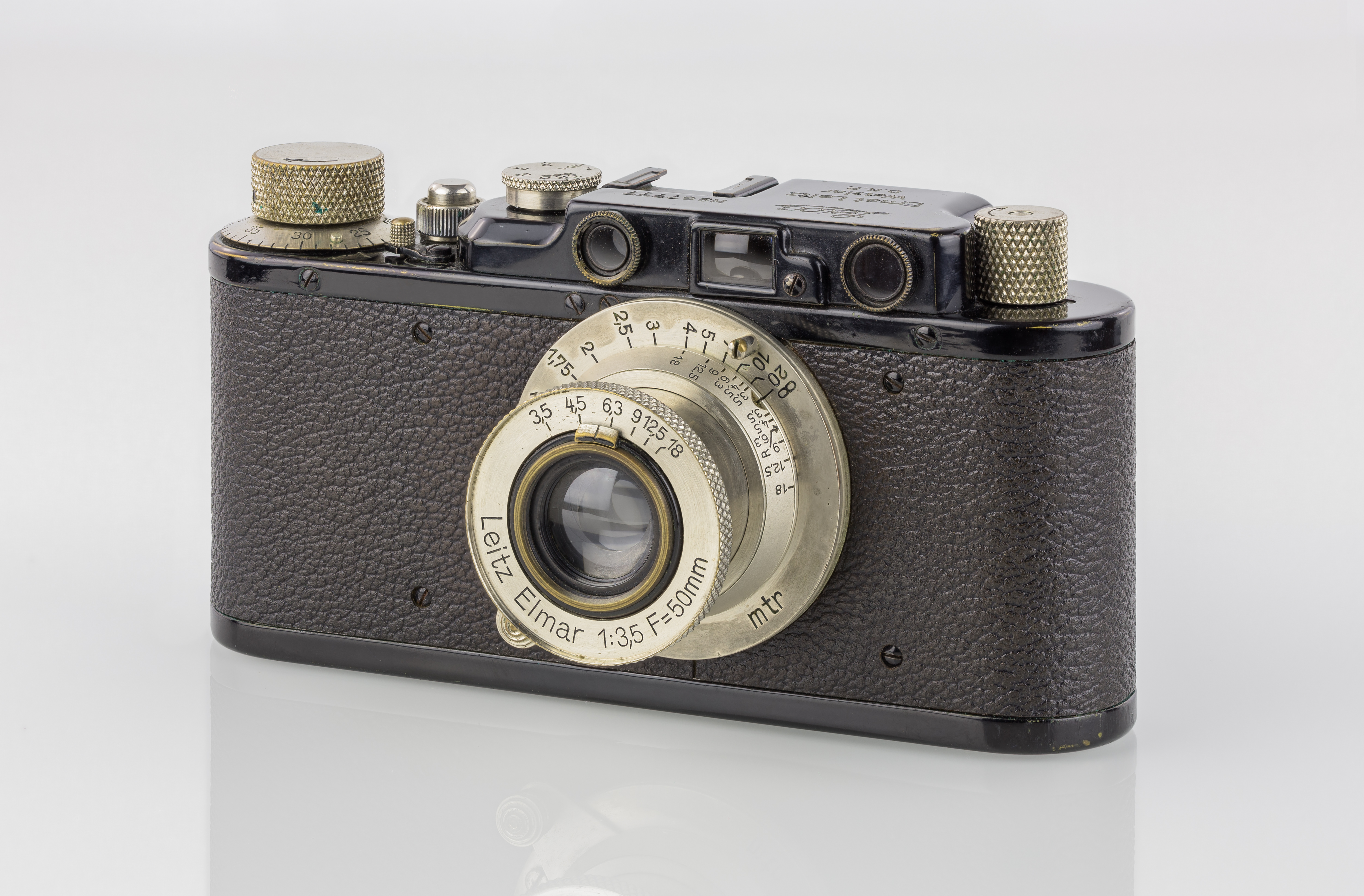
Leica II (1932) équipé d'un objectif Elmar f:3,5/5 cm.
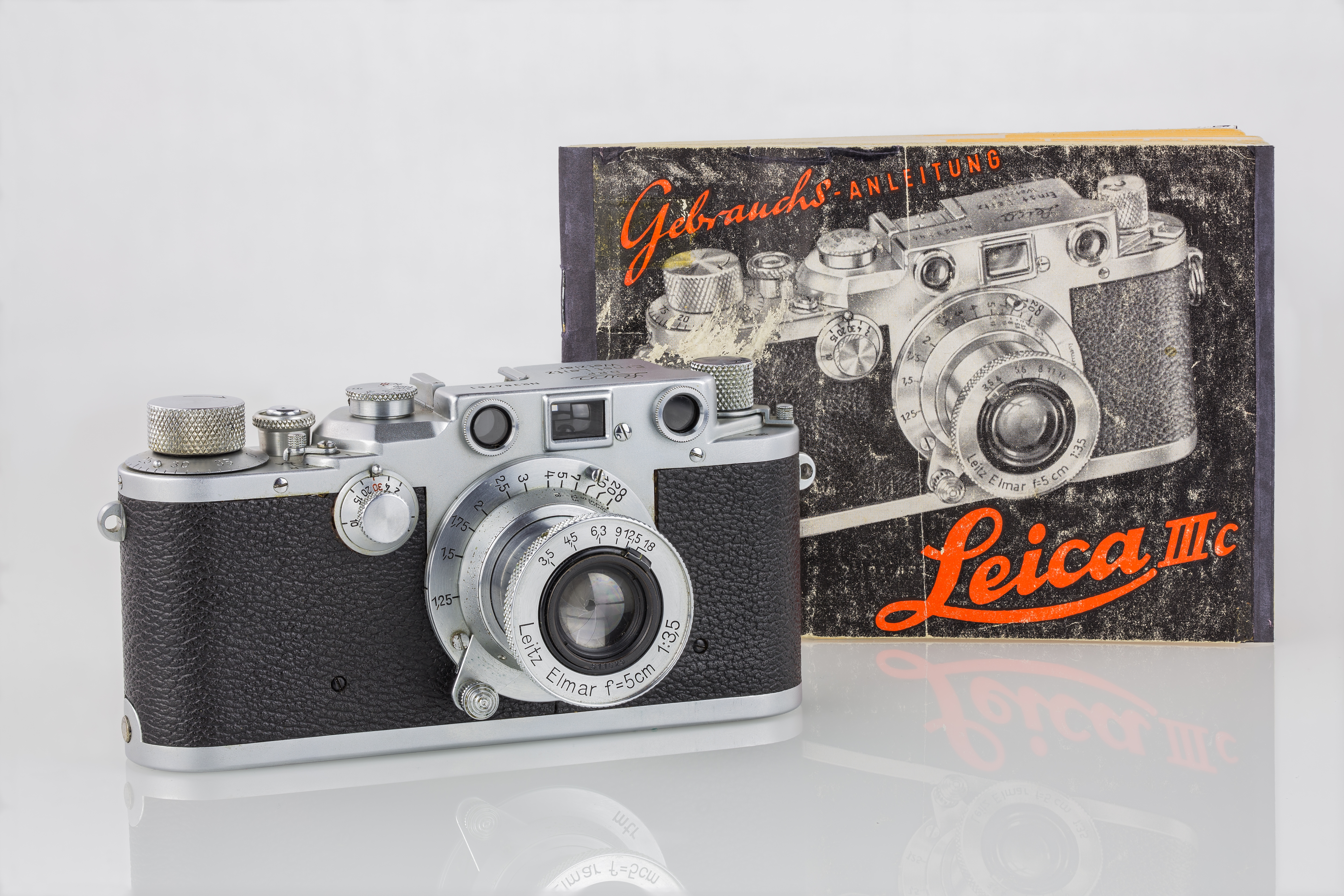
Leica IIIc (1941) avec mode d'emploi.
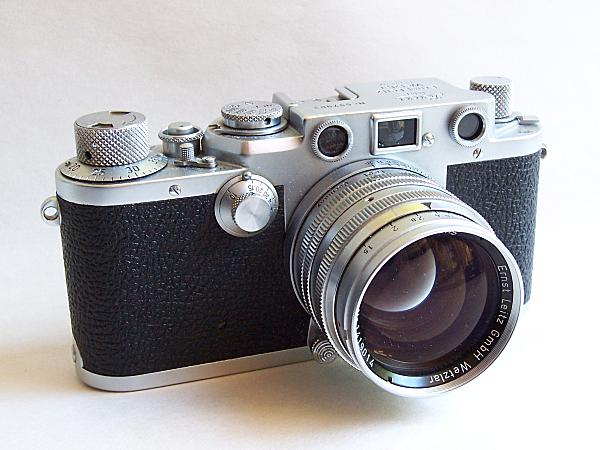
Leica IIIf (1950) équipé d'un objectif Summarit f:1,5/5 cm.
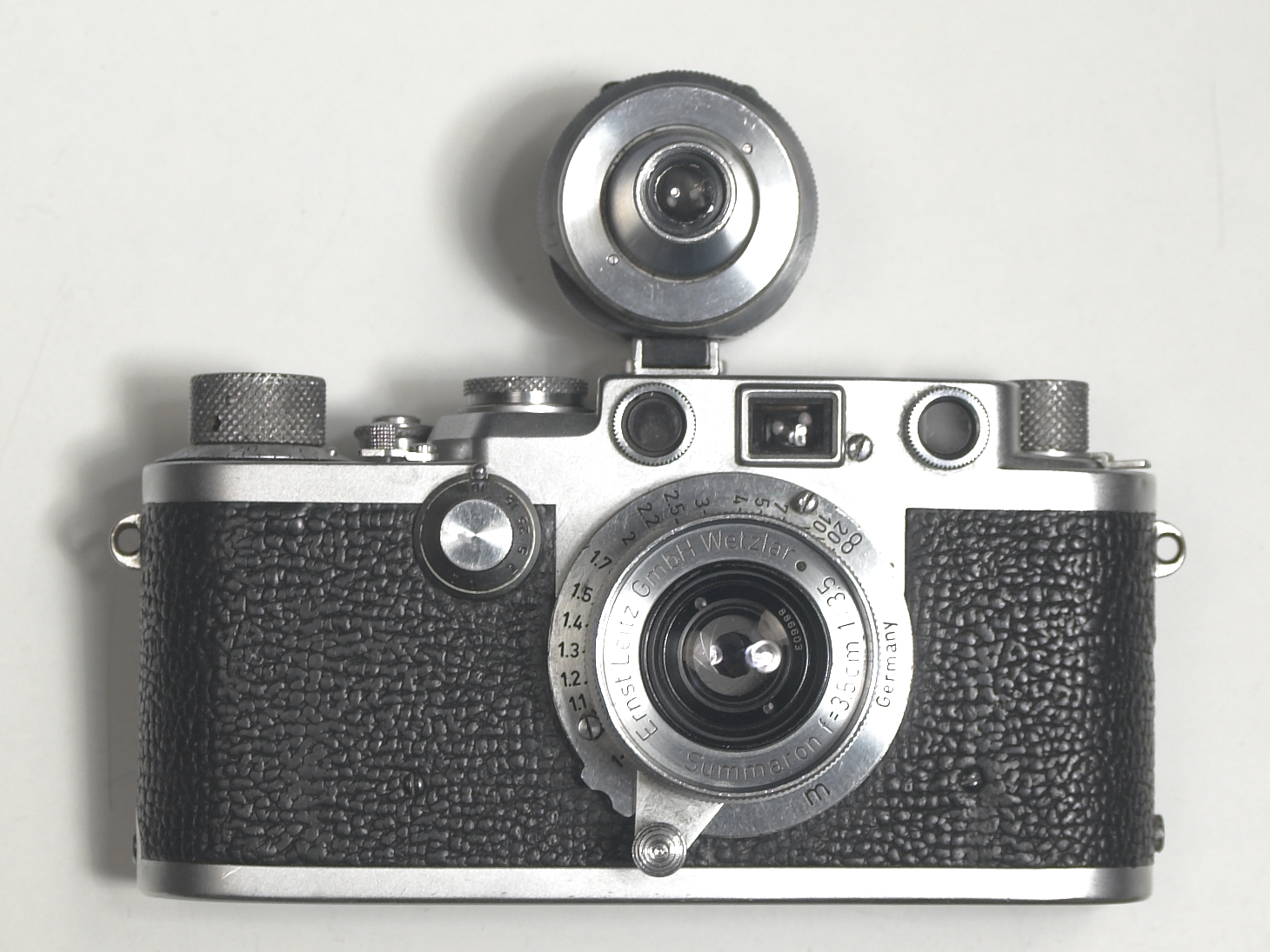
Leica IIIf (1952) de Marcel Lefrancq avec un objectif Summaron de 3,5 cm.
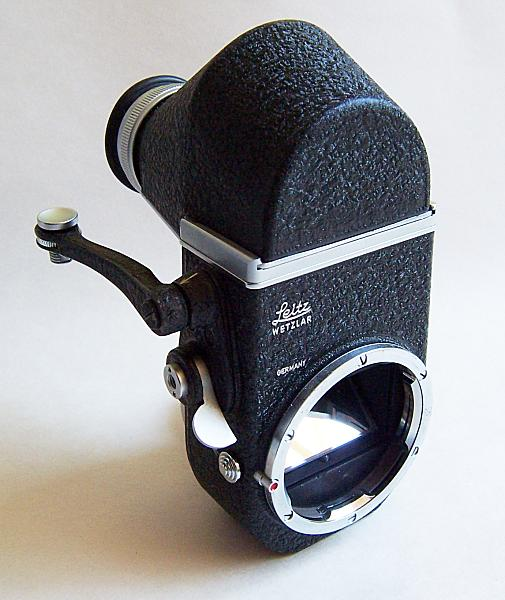
Chambre réflex Leica Visoflex II (1960).
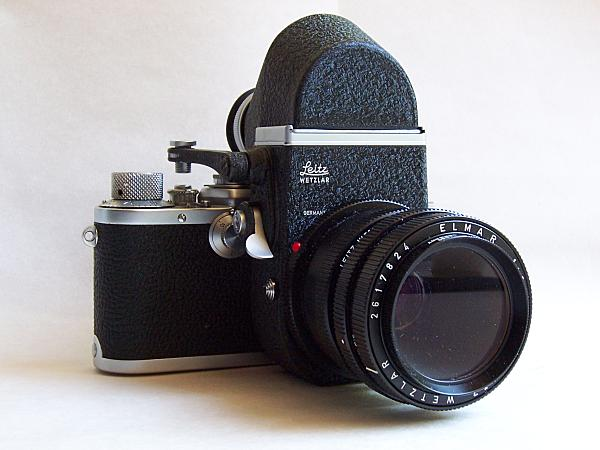
Visoflex II sur un Leica IIIf avec un objectif de 65 mm f/3.5 Elmar.
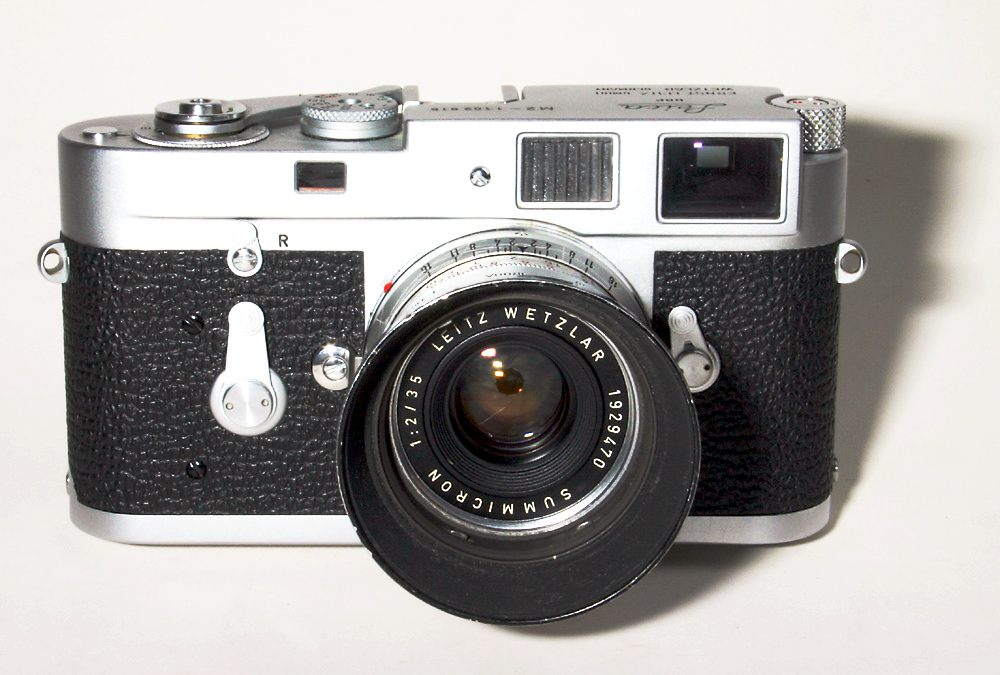
Leica M2.
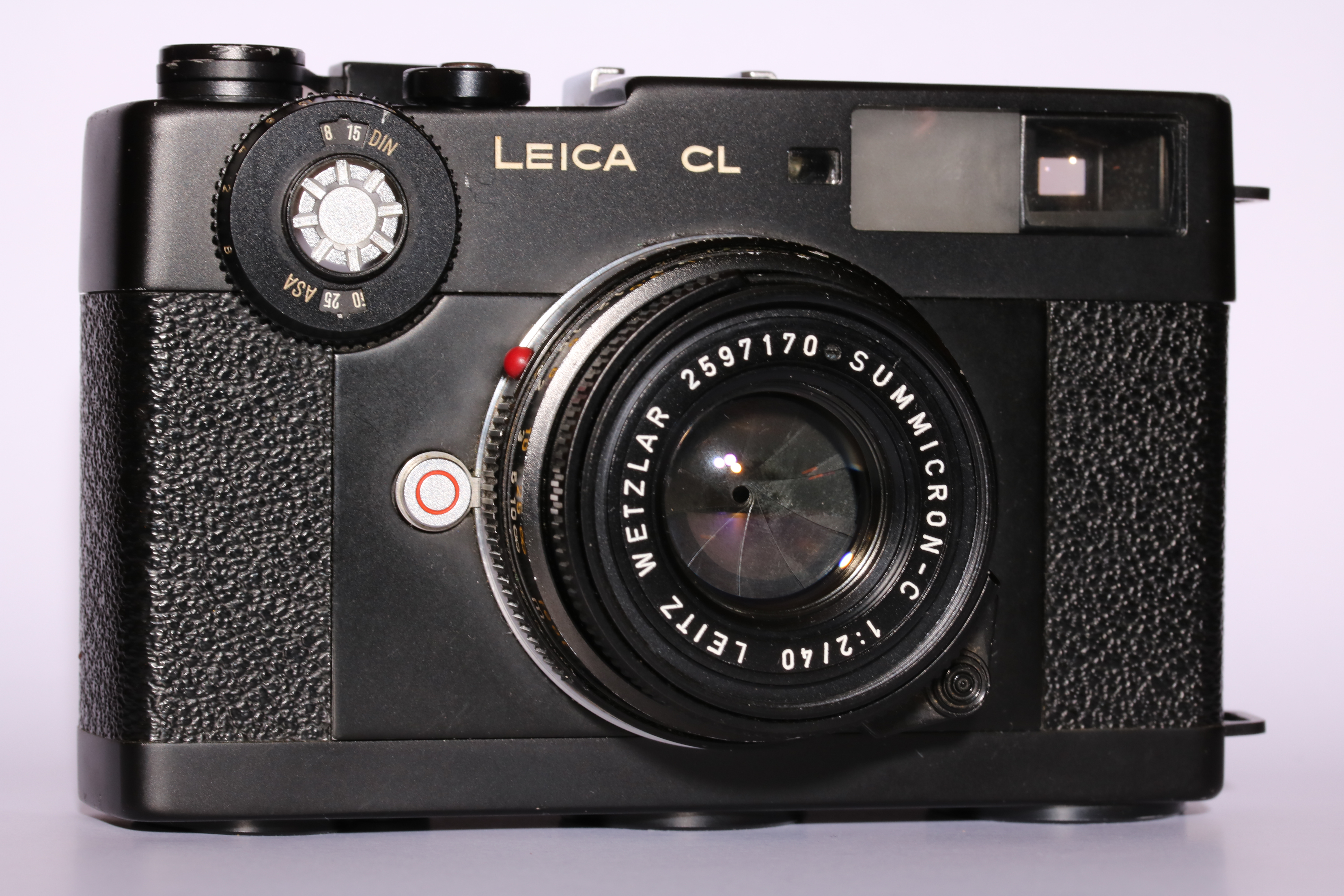
Leica CL.
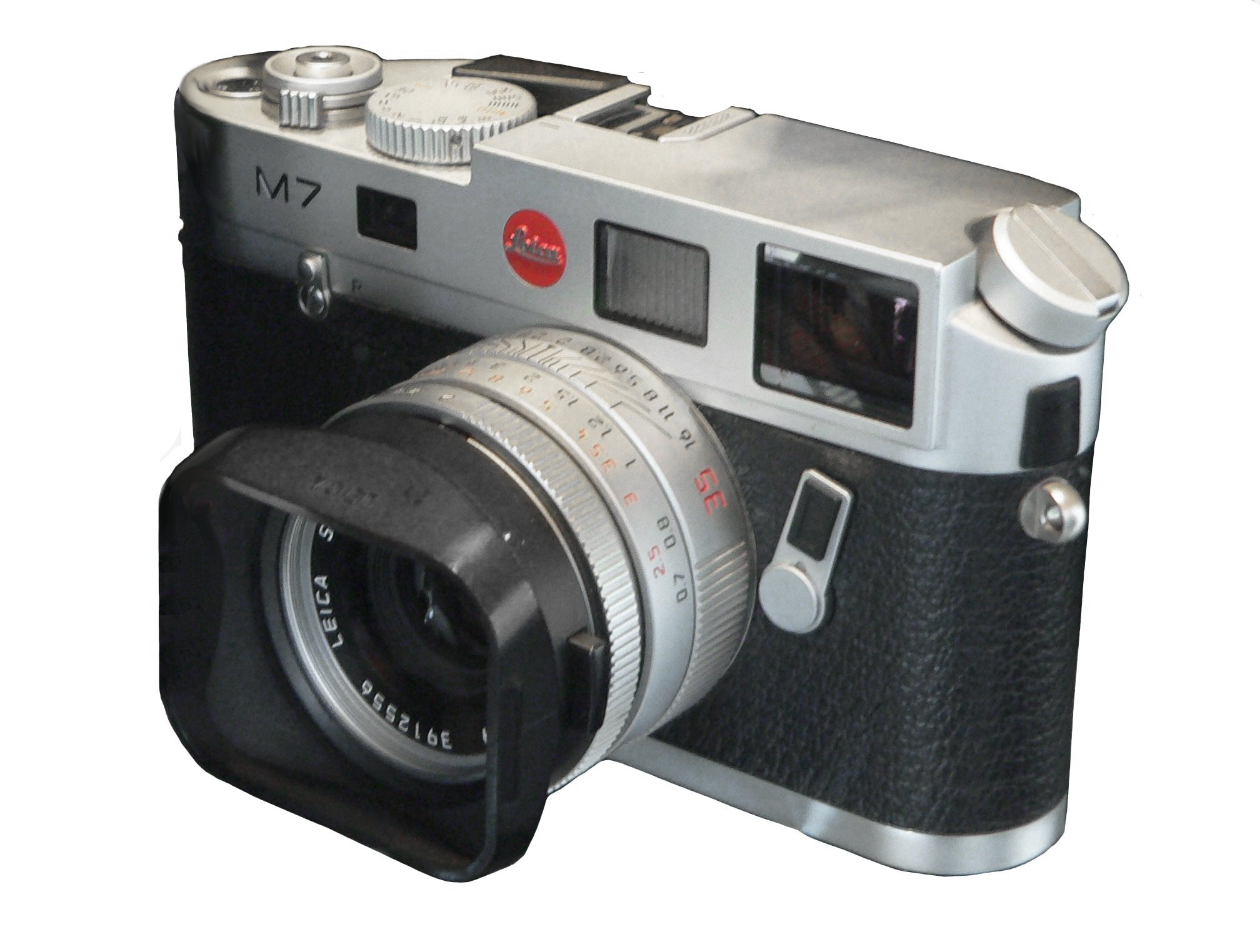
Leica M7.
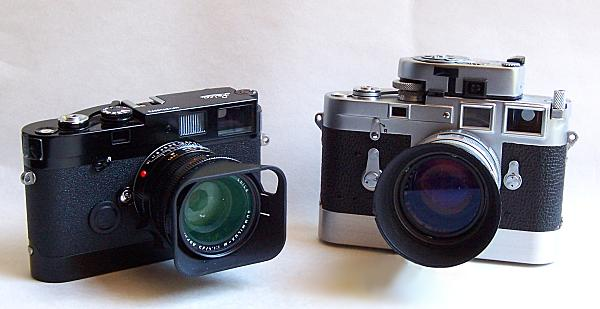
L'évolution du design de la marque, MP de 2003 et M3 de 1954.
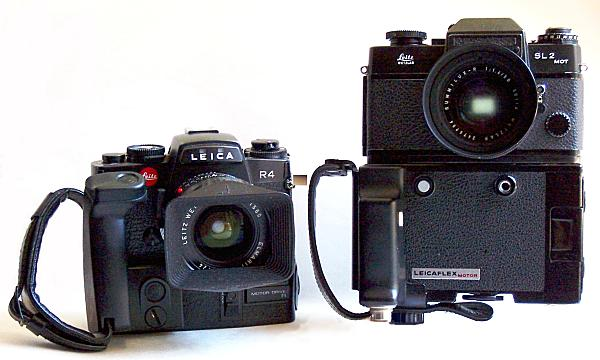
Leica R4 (1980).
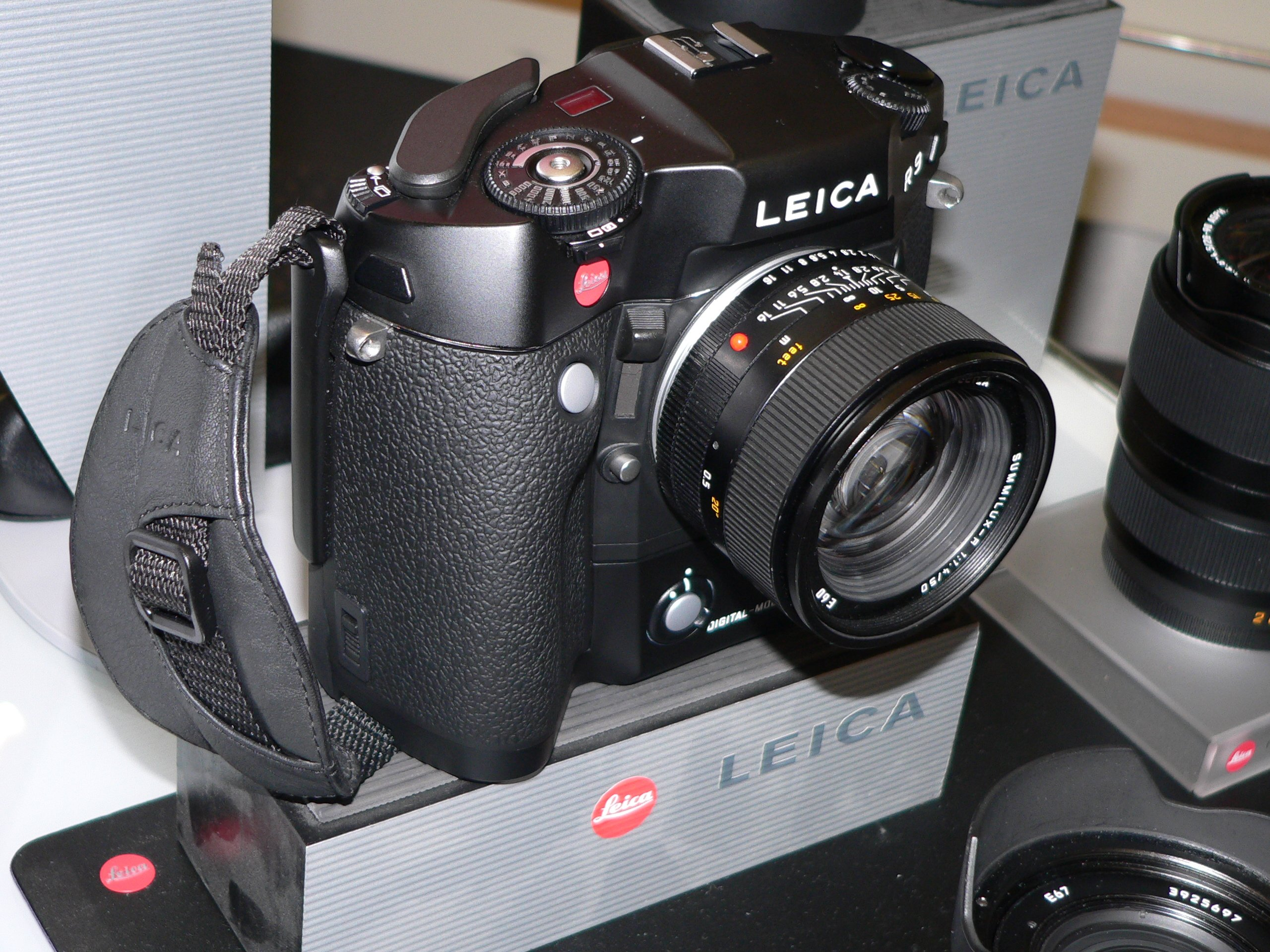
Leica R9, le dernier appareil reflex argentique de Leica.
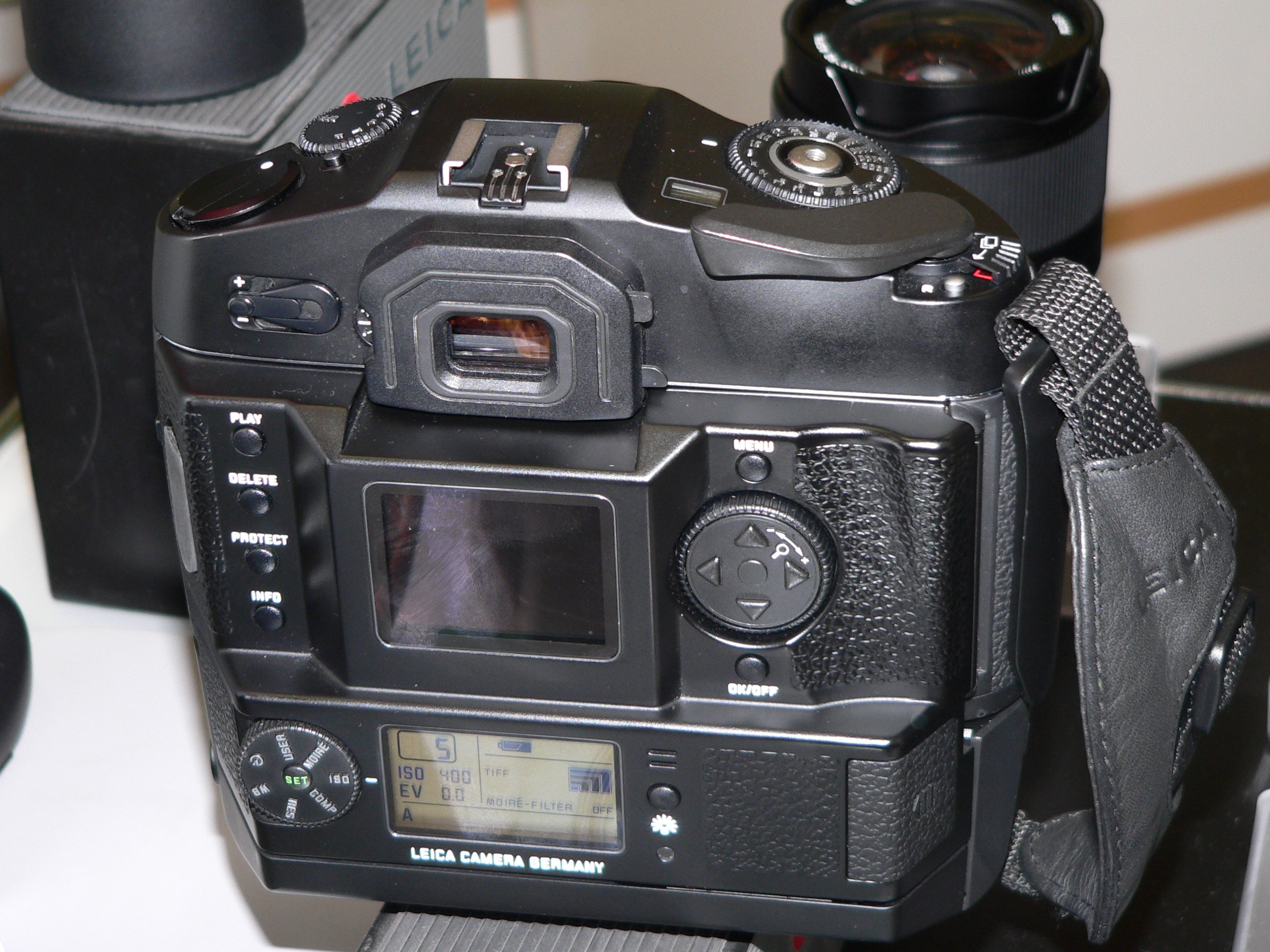
Leica R9 de dos équipé du Digital Modul R (DMR), permettant de prendre des photos numériques.
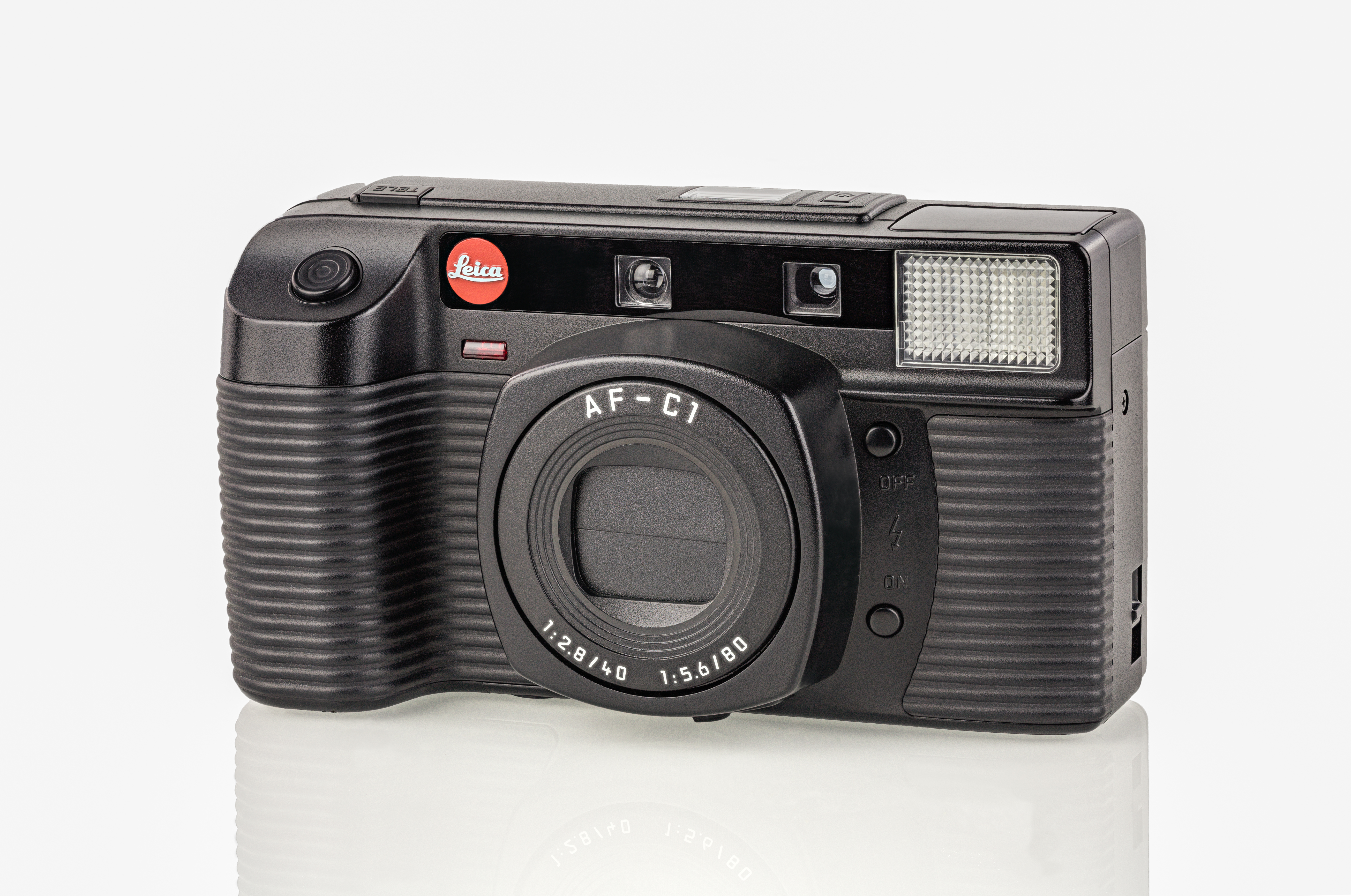
Leica AF-C1.
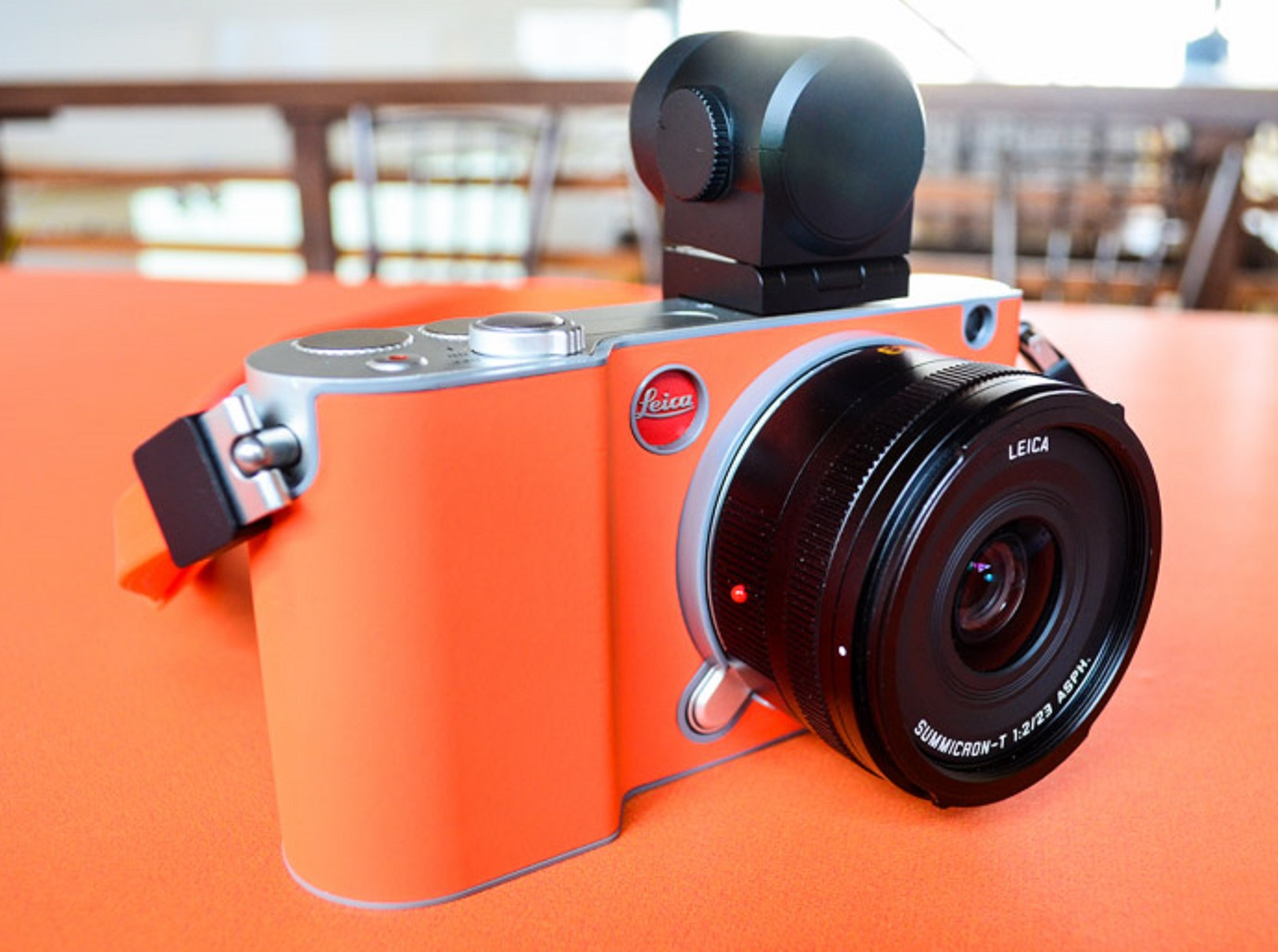
Leica T (type 701), premier hybride de la marque.